# ジョン・ガワー
ジョン・ガワー（John Gower, 1330年頃 - 1408年）は、中世イングランドの詩人。詩作には英語（中英語）・フランス語（古フランス語）・ラテン語を用いた。
ケントの富裕な家の生まれと言われている。リチャード2世およびヘンリー4世のもとで宮廷詩人として活躍し、同時代人のジェフリー・チョーサーとも交友があった。チョーサーはその詩『トロイルスとクリセイデ』の中でガワーを「道徳的」と評している。ロンドン南東部のサザク大聖堂に墓がある。
シェイクスピアの『ペリクリーズ』は、ガワーの代表作『恋する男の告解』に含まれる挿話に基づいており、詩人が語り手となっている。

## 作品一覧
- 瞑想する者の鏡（Mirour de l'Omme, Speculum Hominis, または Speculum Meditantis フランス語、1376年頃 - 1379年）
- 叫ぶ者の声（Vox Clamantis ラテン語、1377年 - 1381年）
- 恋する男の告解（Confessio Amantis 英語、1386年頃 - 1393年）
- Traité（フランス語、1397年）
- Cinkante Balades（フランス語、1399年 - 1400年）
- Cronica Tripertita（ラテン語、1400年頃）
- 平和礼賛（In praise of peace 英語、1400年頃）

## 日本語訳
- ジョン・ガワー（伊藤正義訳）『恋する男の告解』篠崎書林、1980年 ISBN  9784784100750

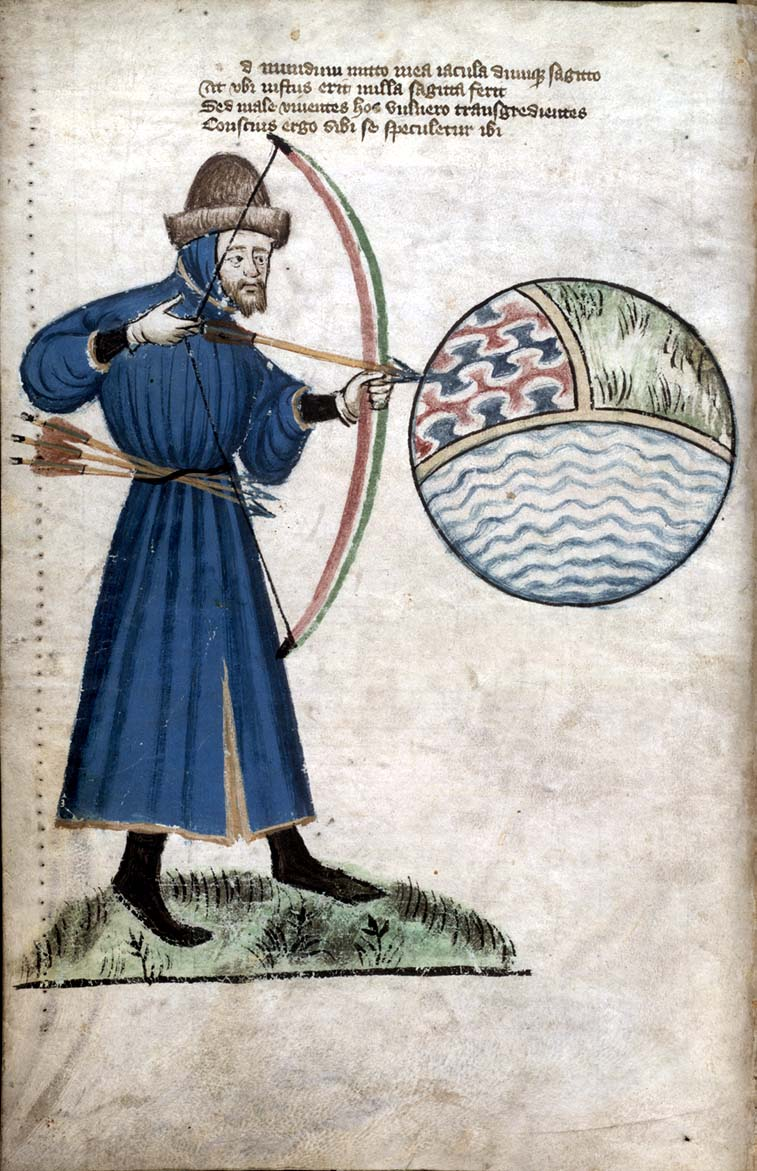
『叫ぶ者の声』の挿絵に描かれたガワー
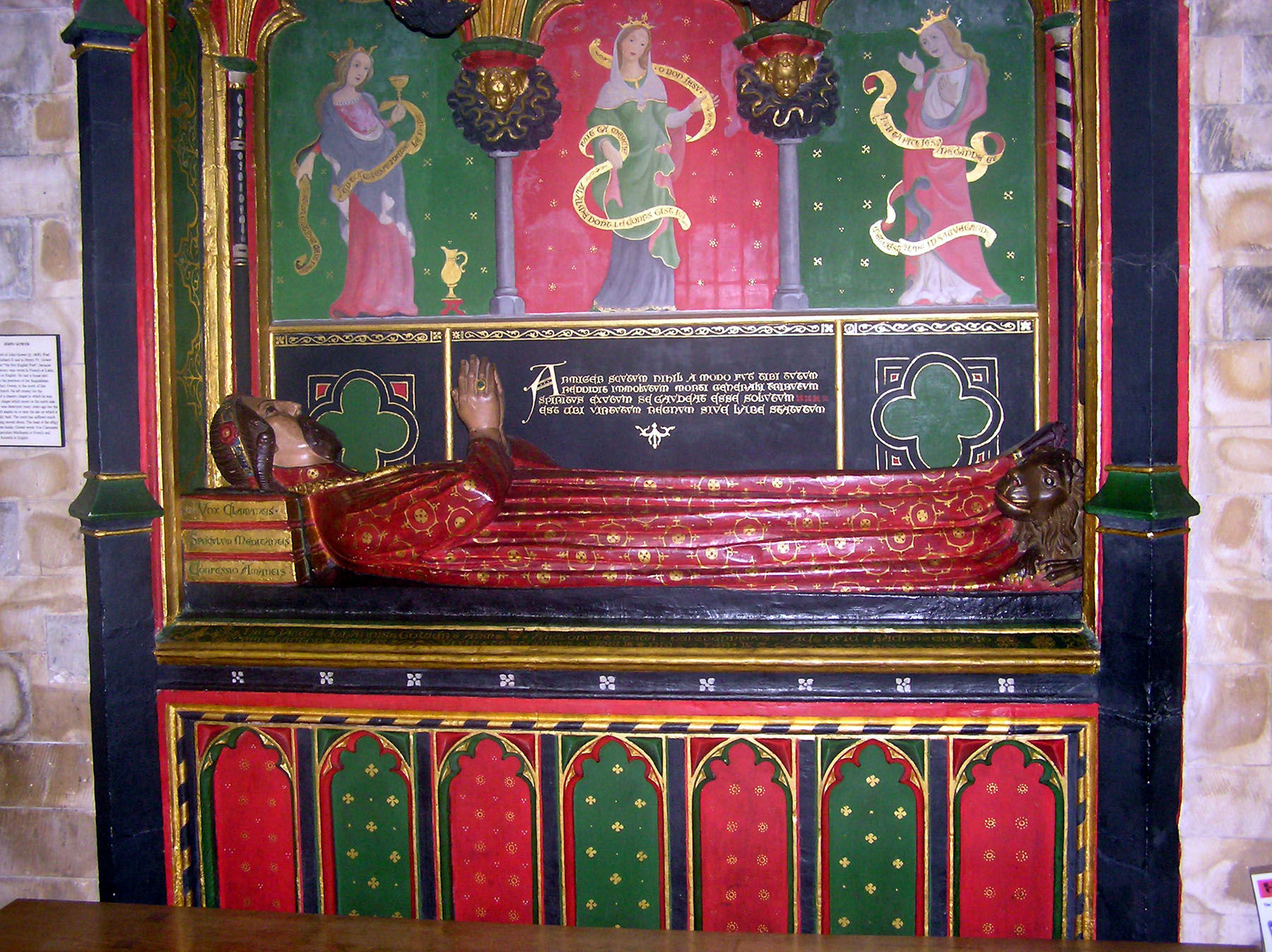
サザク大聖堂にあるガワーの墓